# Mary Berg
Pour les articles homonymes, voir Berg.
Mary Berg, de son vrai nom Miriam Wattenberg (10 octobre 1924 - avril 2013) est une survivante du ghetto de Varsovie. Elle est née le 10 octobre 1924 à Łódź en Pologne. Son journal a été publié pendant la seconde guerre mondiale.

## Les premières années
Miriam Wattenberg a pour père Shya Wattenberg, un marchand d'art polonais connu et aisé et pour mère Lena, une citoyenne américaine. Miriam a une petite sœur Ann. Quand les nazis envahissent la Pologne en septembre 1939, sa famille quitte précipitamment Łódź pour Varsovie en emportant avec elle, le plus de fonds possibles. Elle traverse la Pologne à bicyclette. Mais Varsovie est bientôt occupée par les nazis. Ceux-ci obligent les Juifs à porter un brassard blanc avec une étoile de David bleue dès la fin du mois de septembre. Le 10 octobre 1939, Miriam commence à rédiger son journal. Elle écrit ce jour-là : « Aujourd'hui j'ai 15 ans. Je me sens très vieille et très seule [...] Je reste la plupart du temps à la maison. Tout le monde a peur de sortir. Les Allemands sont là.». La famille Wattenberg retourne une fois à Łódź. Elle retrouve sa maison dévastée et pillée. Dans la rue, Miriam est pour la première fois témoin de la brutalité des nazis. Elle voit des soldats allemands battre un juif puis l'attacher par les pieds à une automobile. Les soldats trainent le malheureux à travers toute la ville, laissant sur le pavé des trainées de sang sous les yeux des passants terrorisés. Lorsqu'elle raconte cet épisode, Miriam exprime sa crainte que la plupart des juifs ne soient tués. Mais le désir de continuer à vivre est le plus fort. Les jours suivants, elle parle de ses projets, de ceux de ses amis. En septembre 1940, elle fonde même à Varsovie avec des camarades venus de Łódź, une petite troupe de théâtre.

## Dans le ghetto de Varsovie
Le 12 octobre 1940, les nazis ordonnent que tous les Juifs de Varsovie soient regroupés dans un ghetto. Les juifs sont coupés du reste de la population polonaise par un mur de plus de trois mètres de haut, surmonté de fils de fer barbelés. Grâce à son aisance financière la famille Wattenberg peut vivre dans des conditions bien meilleures que la plupart des Juifs du ghetto. Dans son journal, Miriam exprime son sentiment de culpabilité de pouvoir continuer à vivre correctement alors que bien des habitants du ghetto souffrent de la faim et de maladie. Elle sait aussi que la nationalité américaine lui donne plus de chance de survie que ses camarades. Son journal montre que la vie continue malgré tout: des gens se marient, travaillent, discutent dans les cafés, étudient en secret car les écoles sont interdites par les nazis, vont au théâtre, au cabaret, au concert... La petite troupe de théâtre à laquelle appartient Miriam joue chaque semaine. Miriam chante même en anglais, ignorant que l'usage de cette langue est interdit dans le ghetto. La troupe joue pour diverses institutions juives du ghetto comme l'orphelinat de célèbre pédiatre Janusz Korczak. Mais cette apparente normalité est régulièrement brisée par des scènes d'horreur quotidiennes : les plus pauvres grelottant dans les  rues enneigées, un enfant qui secoue sa mère qu'il croit endormie mais qui en fait est morte dans la rue. En janvier 1942, la troupe arrête ses activités. Certains membres sont morts du typhus, d'autres ont été réquisitionnés pour le travail obligatoire.
En avril 1942, a lieu un premier échange entre des Juifs disposant de passeports anglais, américains ou sud-américains et des prisonniers allemands. À ce moment-là, Lena Wattenberg, ne s'est pas fait connaître comme américaine à la gestapo de Varsovie. La famille Wattenberg ne fait pas partie de l'échange et reste dans le ghetto. Lorsqu'elle apprend que les juifs disposant de passeports étrangers peuvent quitter le ghetto, Lena Wattenberg  écrit au représentant américain à Varsovie. Celui-ci la met en contact avec le responsable des affaires étrangères au siège de la gestapo du gouvernement général de Pologne. En juillet, la famille dispose des passeports américains. Dès que les habitants du ghetto l'apprennent, les Wattenberg sont assaillis de demandes d'aide de la part de juifs ayant de la famille ou des amis aux États-Unis. Ils demandent aux Wattenberg de contacter leurs connaissances américaines dès leur arrivée aux États-Unis afin que ceux-ci puissent agir en leur faveur. À ce moment-là, le ghetto bruit de rumeurs: préparation de nouvelles déportations,  assassinats des juifs déjà raflés. Être sauvé par un cousin d'Amérique, est le seul espoir qui reste à bien des juifs. Le 17 juillet 1942, la famille Wattenberg quitte le ghetto et est enfermée dans la prison de Pawiak qui jouxte le mur du ghetto.

## L'échange
Trois cent mille juifs de Varsovie sont déportés vers Treblinka durant l'été 1942. Miriam peut voir les rassemblements et les rafles des fenêtres de la prison. Elle est le témoin du départ vers la mort des orphelins du docteur Korczak accompagnés par leur protecteur. Elle entend même parler du suicide d'Adam Czerniakow, le président du Judenrat du ghetto. Ce n'est qu'en décembre qu'elle apprend par une nouvelle détenue de la prison de Pawiak que les Juifs sont gazés à leur arrivée à Treblinka. En janvier 1943, la famille Wattenberg est envoyée dans le camp d'internement de Vittel en France. Là Miriam a vent de l'insurrection du ghetto de Varsovie qu'elle rapporte dans son journal. Enfin le 1er mars 1944, la famille Wattenberg quitte le camp de Vittel. Elle traverse la France et l'Espagne en train et arrive à Lisbonne le 4 mars. Elle embarque dans un bateau suédois. Le navire transporte six cents prisonniers dont trente-cinq soldats américains, cent soixante personnes internées à Vittel, la plupart juives. Sept cent cinquante prisonniers allemands ont été libérés en échange. Le bateau accoste au port de Jersey City le 16 mars. Dès leur arrivée dans la ville, les Wattenberg participent à une manifestation afin de demander que les États-Unis agissent pour sauver les juifs de Pologne qui n'ont pas encore été assassinés.

## Aux États-Unis
Sur le quai de Jersey City, un journaliste attend les arrivants. Il s'agit de Samuel L. Shneiderman. un journaliste d'origine polonaise  qui a écrit de nombreux articles pour des journaux yiddish et polonais avant guerre. Il a émigré aux États-Unis en 1940 et travaille pour le Jewish Morning Journal. Shneiderman veut éclairer l'opinion publique juive  sur l'anéantissement de la communauté juive polonaise. En discutant avec les Wattenberg, il apprend que leur fille a emmené avec elle les douze cahiers sur lesquels elle a écrit au jour le jour ce qu'elle a vu et vécu. Il parvient à convaincre Miriam de publier son journal. Ensemble, ils réécrivent le journal de la jeune fille, afin d'en améliorer le style, de clarifier certains événements décrits. En effet, Miriam a écrit en grande partie en abrégé. Elle n'a jamais employé le mot nazi. Pour en parler elle dit simplement « ils ». Ce refus d'appeler les bourreaux par leur nom se retrouve fréquemment dans les journaux ou les témoignages des survivants.
Le journal fourmille d'indications sur les institutions et la résistance juives du ghetto, à un moment où elles sont encore mal connues aux États-Unis. Shneiderman traduit ensuite le journal en yiddish (il a été écrit en polonais). Il est publié par « épisodes » dans un journal yiddish conservateur, Der morgen Zshurnal, à partir de mai 1944. Très vite, de larges extraits sont traduits en anglais et en allemand pour être publiés dans d'autres journaux sous le titre de pages d'un journal intime de Varsovie de Mary Berg. En février 1945, le journal est accessible dans son ensemble grâce à un éditeur d'origine allemande L.B. Fischer. Il reçoit alors les critiques élogieuses des grands journaux américains. La jeune fille devient célèbre. Elle donne de nombreuses interviews à la radio.
Le journal de Mary Berg est publié avant la fin du conflit. Même si les Américains savaient que les juifs d'Europe étaient massacrés grâce à la publication de plusieurs rapports venus d'Europe, ils étaient loin de s'imaginer l'étendue du génocide juif et des horreurs perpétrées par les nazis. Le journal de Mary Berg permet donc au lecteur américain, pour la première fois, de connaitre par un témoin direct ce que pouvait être la vie dans le ghetto de Varsovie. Mais au-delà du récit, il montre la dignité et la volonté de vivre de tout un peuple qu'on assassine.

## La postérité du journal de Mary Berg
En juin 1944, la maison d'édition Dial Press refuse de publier le manuscrit du journal de Mary Berg arguant une saturation du marché des livres portant sur les camps de concentration et la persécution nazie. En février 1945, une première édition en anglais est publiée par la maison L.B. Fischer mais cette dernière s'épuise en quelques années. La même année, le journal est traduit en hébreu et publié à Tel-Aviv. En 1946, il est traduit en italien, en 1947 en français. C'est le seul journal d'une jeune fille jamais sorti du ghetto de Varsovie. Au début des années 1950, le journal de Mary Berg tombe dans l'oubli. Le journal d'une autre jeune fille Anne Frank acquiert une notoriété internationale et éclipse totalement celui de Mary Berg. Le journal d'Anne Frank est centré sur le développement affectif d'une adolescente. Le lecteur comme la rédactrice ne voit pas grand chose des horreurs de la Shoah contrairement aux lecteurs du journal de Mary Berg. Le journal de Mary Berg est finalement publié en Pologne en 1983 pour l'anniversaire du soulèvement du ghetto de Varsovie. Miriam Wattenberg refuse d'en toucher les droits d'auteur. Un théâtre de Varsovie en propose une adaptation en 1986 sous le titre « Un Bouquet de violettes ». Pendant longtemps, Miriam Wattenberg refuse que son journal soit réédité en anglais ou dans n'importe quelle autre langue. Il sera finalement publié à nouveau en 2006 par Oneworld Publications comme "Le journal de Marie Berg : grandir dans le ghetto de Varsovie", édité par SL Shneiderman, nouvelle édition préparée par Susan Pentlin. (ISBN 9781851684724).

## Œuvres
- Le Ghetto de Varsovie. Journal de Mary Berg, Paris, Albin Michel, 1947